# Masayuki Takayanagi

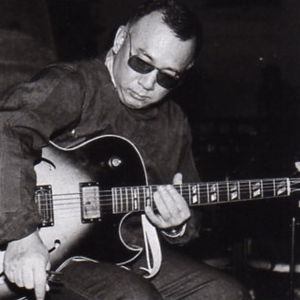
Masayuki Takayanagi

Masayuki „Jojo“ Takayanagi (jap. 高柳 昌行, Takayanagi Masayuki; * 22. Dezember 1932 in der Präfektur Tokio; † 23. Juni 1991) war ein japanischer Jazzgitarrist, der früh in den Bereich der freien Improvisation und Noisemusik vorstieß.

## Leben und Wirken
Takayanagi war seit 1951 als professioneller Musiker tätig. Als Gitarrist des Cool Jazz spielte er bereits Mitte der 1950er im Swing Journal All Star Orchestra. 1957 gründete er sein erstes New Directions Quartet, das 1958 zum Quintett erweitert wurde. 1959 folgte das Jazz Academy Quartet. Ab 1963 startete er unabhängige Musiker-Workshops. Mit Hideto Kanai und Yosuke Yamashita formierte er 1965 das New Century Music Laboratory (engl. für 新世紀音楽研究所, Shin-seiki ongaku kenkyūjo). Parallel zu Keith Rowe entwickelte er einen unkonventionellen Gebrauch der Gitarre, indem er sie als Table-Top-Instrument zum Spielen auf einen Tisch legte. Ende der 1960er Jahre näherte er sich dem Free Jazz an. Für sein Album We Now Create spielte er 1969 das Stück Variations On a Theme of Feedback mit einem aus Gitarre, Perkussion, Trompete und Cello/Bass bestehenden Quartett ein. Im gleichen Jahr gründete er sein New Directions Trio mit zunächst Motoharu Yoshizawa (Bass, Cello) und Yoshisaburo Toyozumi (Perkussion), das zunächst mit dem Album Independence, das 1970 veröffentlicht wurde, hervortrat. Daneben bildete er ein Duo mit Kaoru Abe, das im Sommer 1970 mehrere Alben einspielte (insbesondere Mass Projection, Gradually Projection). Mitte der 1970er Jahre bildete er seine New Direction Unit, die mehrere Jahre in kaum veränderter Form existierte und mit der er 1980 auf dem Moers Festival auftrat (Live-Mitschnitt auf TBM). Sein Soloalbum Lonely Woman (1982) beschäftigte sich mit dem Werk von Lennie Tristano und von Ornette Coleman. Neben seinen eigenen Formationen war er bis in die 1970er Jahre auch als Sideman an Einspielungen für Sadao Watanabe, Kimiko Kasai, Gil Evans oder Toshiyuki Miyama beteiligt.
Seit Anfang der 1980er Jahre entfernte er sich deutlich von der Formensprache des Jazz; so arbeitete er unter anderem mit John Zorn zusammen (Experimental Performance, 1986). In seinem Schaffen beeinflusste er jüngere japanische Musiker wie Fumio Yasuda, der mit ihm auch zusammenarbeitete, und Otomo Yoshihide sehr stark.

## Diskographische Hinweise
- We Now Create (1969)
- Independence: Tread on Sure Ground (Tiliqua/Union, 1969)
- Free Form Suite (1972)
- April Is the Cruellest Month (1975)
- Axis: Another Revolable Thing, Vol. 1/2 (1975, veröffentlicht 2006)
- Pulsation (mit Masahiko Togashi, 1983)
- Action Direct: Live at Zojoji Hall (1985)
- El Pulso (1990)
- Reason for Being (mit Nobuyoshi Ino, 1990)
- Inanimate Nature: Action Direct/Live at Jean Jean (1990, solo)
- Three Improvised Variations on a Theme of Qadhafi (1990, solo)
- Masayuki Takayanagi, Nobuyoshi Ino, Masabumi Kikuchi Live at Jazz Inn Lovely 1990 (NoBusiness, ed. 2020)
- Station ’70: Call in Question / Live Independence (ed. 2022)